# أكي أندرسون (لاعب كرة قدم)
أكي أندرسون (18 أغسطس 1906 - 19 مارس 1982) هو لاعب كرة قدم سويدي في مركز الهجوم. شارك مع منتخب السويد لكرة القدم. أما مع النوادي، فقد لعب مع نادي إسكيلستونا ونادي يورغوردينس.

## وصلات خارجية
- أكي أندرسون على موقع اتحاد السويد (السويدية)
- أكي أندرسون على موقع عالم كرة القدم.نت (الإنجليزية)